# Campeonato Amapaense de Futebol Feminino de 2023
O Campeonato Amapaense Feminino de 2023 foi a décima quinta edição deste evento esportivo, principal torneio estadual de futebol feminino organizado pela Federação Amapaense de Futebol (FAF).
O campeonato começou a ser disputado no dia 9 de fevereiro e terminou em 8 de março. Nesta edição, o Ypiranga sagrou-se campeão pela segunda vez, vencendo a decisão contra o Macapá pelo placar agregado de 6–2.

## Formato e participantes
O regulamento do Campeonato Amapaense Feminino consistiu em duas fases: na primeira, as cinco agremiações participantes se enfrentaram em pontos corridos em turno único. Após as cinco rodadas, os dois primeiros colocados se classificaram para a decisão. Esta foi disputada em partidas de ida e volta. Todos os jogos foram realizados no Milton de Souza Corrêa, em Macapá. Os cinco participantes foram:
| Equipe      | Cidade | Títulos                                             |
| ----------- | ------ | --------------------------------------------------- |
| Lagoa       | Macapá | —                                                   |
| Macapá      | Macapá | —                                                   |
| MV-13       | Macapá | —                                                   |
| Oratório    | Macapá | 8 (2009, 2010, 2011, 2015, 2016, 2018, 2019 e 2020) |
| Ypiranga-AP | Macapá | 1 (2021)                                            |

## Resultados

### Final
Jogo de ida
| 3 de fevereiro | Macapá                                                           | 1 – 4 | Ypiranga-AP  | Milton de Souza Corrêa, Macapá |
| 19h00min       | Regina 10' · Kitão 45+4' (p.) · Flavinha Mazagão 78' · Wanne 85' |       | Gabriela 23' | Árbitro: Thaillan Azevedo      |

Jogo de volta
| 8 de fevereiro | Ypiranga-AP              | 2 – 1 | Macapá   | Milton de Souza Corrêa, Macapá |
| 19h00min       | Lívia 25' · Jhessica 58' |       | Vick 30' | Árbitro: Igor Santos da Silva  |